# Court-Saint-Étienne
Court-Saint-Étienne (em valão: Coû-Sint-Stiene) é um município da Bélgica localizado no distrito de Nivelles, província de Brabante Valão, região da Valônia.